# Константин Тилев
Константин Тилев е български радиожурналист, съсобственик на радио FM+. Автор е на научнофантастични произведения. През 1978 година печели първо място на Международния конкурс за къса проза „Хомо космикус“.

## Биография
Константин Тилев е роден на 3 юни 1952 година в град Бургас. Завършва специалност „Журналистика“ в СУ „Св. Климент Охридски“.
Работи в БНР, като е дългогодишен водещ на „Нощен хоризонт“. Един от основателите на предаването „Научна фантастика“ в медията.

## Държавна сигурност
През 2008 година Комисията по досиетата оповестява името на Константин Тилев като агент на Първо главно управление и Шесто управление на ДС под псевдонима „Първан“. Той е вербуван за Шесто управление на ДС, докато е бил студент по журналистика в СУ „Св. Климент Охридски“ през юли 1976 година от оперативния работник Димитър Димитров, а две години по-късно е прехвърлен към Първо главно управление на ДС. Документите за сътрудничеството на Тилев на Шесто управление са унищожени, но агентурното му дело в ПГУ е запазено. Именно то хвърля известна светлина върху действията, които е извършвал Тилев в полза на Шесто управление. Според характеристиката, изготвена за Тилев в ПГУ на ДС, като агент на Шесто управление на ДС той е „давал информация за настроенията в студентските среди, съобщавал е за лица с нездрави убеждения и прояви, за незаконни валутни операции и разпродажба на контрабандно внесени стоки“.